# 溝通障礙
溝通障礙、社交障礙指的是任何會影响到个人有效在對話中理解、表達或应用的语言和语音與他人溝通之能力的障礙。此類的遲緩或障礙的類型可能从简单的語音取代，到无法理解或使用一个人的母语。

## 一般定义
被涵蓋或排除在溝通障礙類別下的疾病，可能會因為依循分類來源不同而異。 例如， 美国聽語學會（ASHA）的定義就不同於的 《精神疾病診斷與統計手冊》第4版 (DSM-IV)。Gleanson (2001) 將溝通障礙定義為與溝通和其相關領域（例如口腔運動功能）相關的言語及語言障礙。一般而言，溝通障礙指的是在語言的理解或表達顯著影響到個人的生活品質。

## 溝通障礙的範疇
- 自闭症症候群， 廣泛性發展障礙， 亞斯伯格症候群 ：影響大脑正常发展與溝通/社交技巧的發展性障礙。[3]
- 表達性語言障礙：非口語智能為正常發展，但語言表達發展遲緩。
- 混合性语言障碍：非口語智能為正常發展，但語言理解、表達、閱讀和書寫能力發展遲緩
- 特定型语言障碍：一种兒童習得语言較同儕遲緩的障碍，此種遲緩並非肇因於聽力損失或發展遲緩，也被称为发展性语言障礙或语言發展遲緩。[4]

### 失语症
失语症 是指語言理解或表達能力的缺損。急性失語症肇因於中风或大脑损伤，而原發性進行性失語症則是由於漸進性疾病所致，如失智症。
- 急性失語症
  - 表達型失語症：為大腦前額葉受損所造成的非流暢型失語症，其臨床特徵為可以理解他人的語言，但無法迅速的回應，語句短，且嘗試表達時很費勁；又稱為布洛卡的失语、富有表现力的失语症是一个非流利失语，其特征是由受损的大脑额叶地区的大脑。
  - 接受型失语症：為大腦顳葉受損所導致的流暢型失語症,此類患者常無法理解他人的語言，但表達時語句長，且不具實質的內容。患者通常也無法覺察自己的話語不具意義，也称为韦尼克的失语症。

- 传导性失语
  - 命名困難型失语
  - 全失型失语症
- 原發性進行性失語症
  - 進行性非流暢性失语症
  - 語意型失智症
  - Logopenic進行性失语症

### 言語障礙/語音障礙
- 迅吃 ：一種在說話速度是异常快速、不规则、或两者皆存在的症候群。
- 口吃：是一種言語流暢性障礙；也就是說話時出現不斷重複某些音節或字詞、拉長語音，或是話語斷斷續續的情形。[5]
- 吶語症：一種因與說話有關的神經或肌肉缺損，造成肌肉動作失調，言語清晰度降低的症狀。[6]
- 構音障碍/语音障碍：指咬字不清楚，其涉及的範圍可能從輕微的構音問題至包含多重錯誤的音韻障礙。[7]